# Корриокактус
Корриокактус (лат. Corryocactus) — род растений семейства Кактусовые (Cactaceae) произрастающий на территории Боливии, Чили и Перу.

## Название
Corryocactus был назван в честь Томаса Эйвери Корри (Thomas Avery Corry, 1862—1942), инженера железных дорог в Перу (Ferrocarril del Sur), который помог американским ботаникам Бриттону и Роузу исследовать страну. Говорили, что нашли благодаря ему не менее трех видов этого рода на всем протяжении трассы железной дороги.

## Описание
Род кустарниковых или древовидных растений со столбчатыми стеблями, ветвящимися от основания, прямостоячими или стелющимися (длина стеблей Corryocactus brevistylus может достигать 24 см в длину). Эти растения производят дневные, самобесплодные, цветки от воронкообразных до колоколообразных с короткой и толстой цветочной трубкой. Плоды этих растений имеют шаровидную форму и покрыты колючками, которые опадают при созревании, и имеют мясистую или сочную, кислую мякоть, которая съедобна. Семена относительно мелкие, морщинистые, черные, крупнобугорчатые, покрыты слизистой оболочкой.

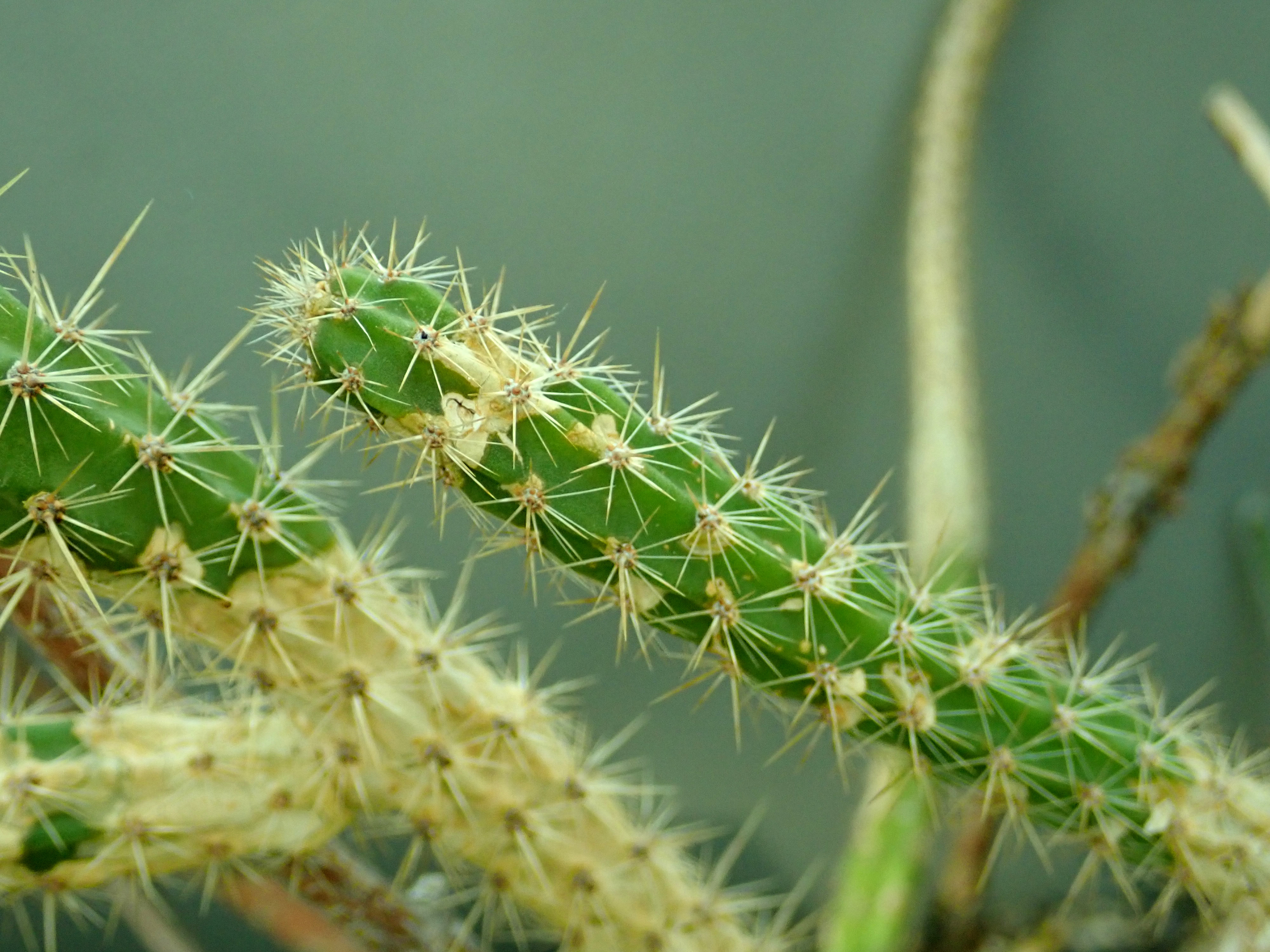
Стебли вида Corryocactus erectus
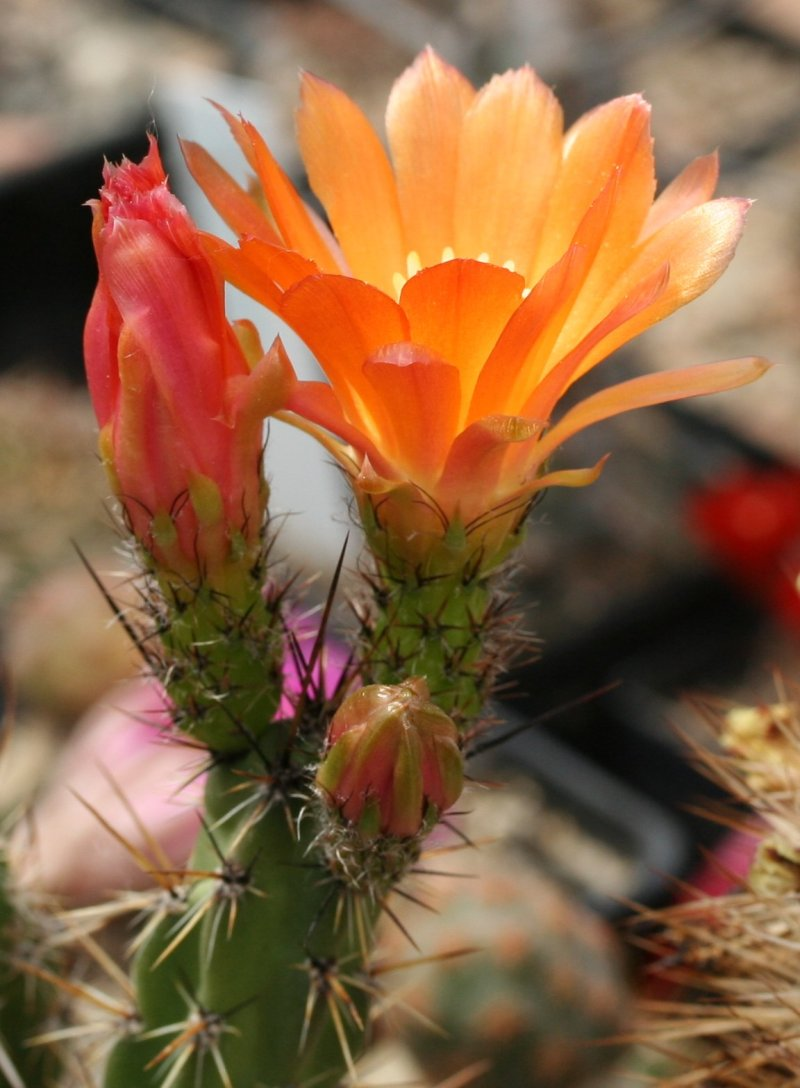
Цветки вида Corryocactus apiciflorus
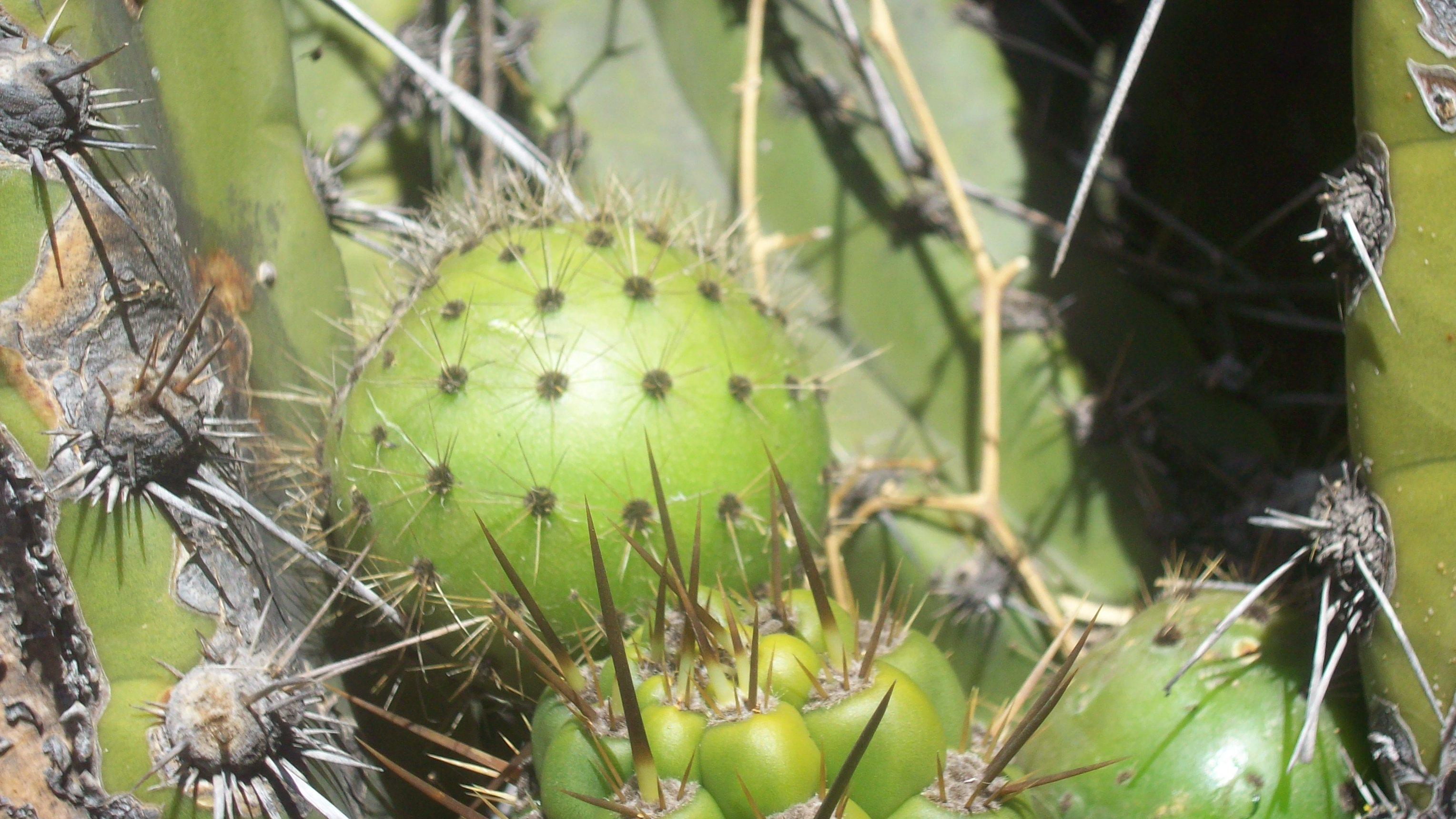
Шаровидный плод
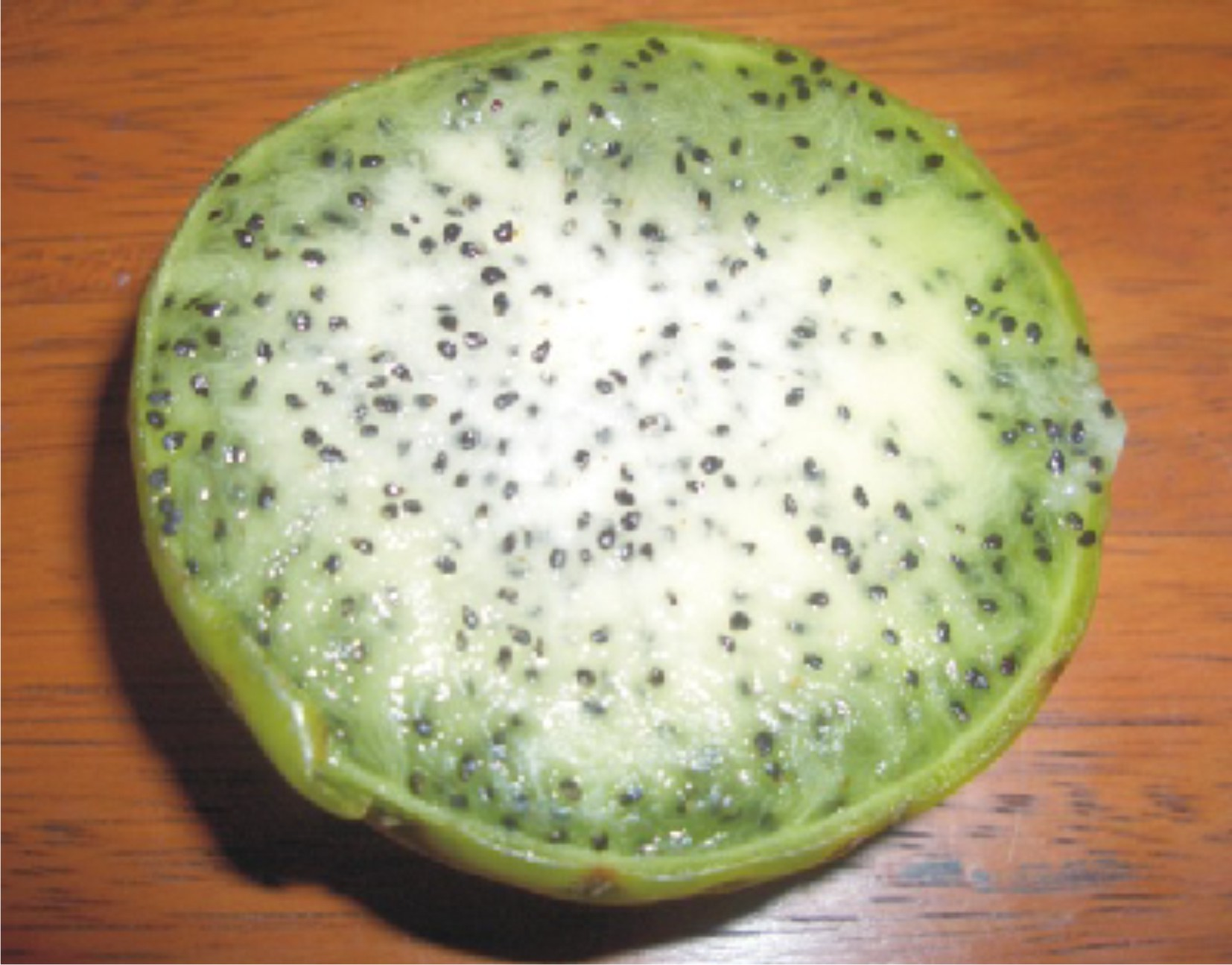
Семена

## Распространение
Произрастает на территории стран Боливии (Кочабамба, Ла-Пас, Потоси, Санта-Крус, Тариха), Чили (Арика, Тарапака) и Перу (Амасонас, Анкаш, Арекипа, Аякучо, Кахамарка, Куско, Уанкавелика, Уануко, Ла-Либертад, Лима, Мокегуа, Такна).
Представители рода встречаются на различных рельефах, начиная от предгорьев и крутых склонов до побережья Тихого океана. Они растут на каменистых, песчаных и сухих участках, находясь под полным солнцем или в тени под кустами растений, от 50 до 3800 м над уровнем моря. Некоторые виды используют окружающую растительность, чтобы поддерживать свою вертикальную позицию (например вид Corryocactus pulquinensis).

## Таксономия
Corryocactus Britton & Rose, первое упоминание в Cact. 2: 66 (1920).

### Синонимы
Гомотипные (основанные на одном и том же номенклатурном типе):
Corryocereus Frič & Kreuz. ,1935
Гетеротипные (основанные на разных номенклатурных типах):
- Erdisia Britton & Rose, 1920
- Eulychnocactus Backeb., 1931

### Виды

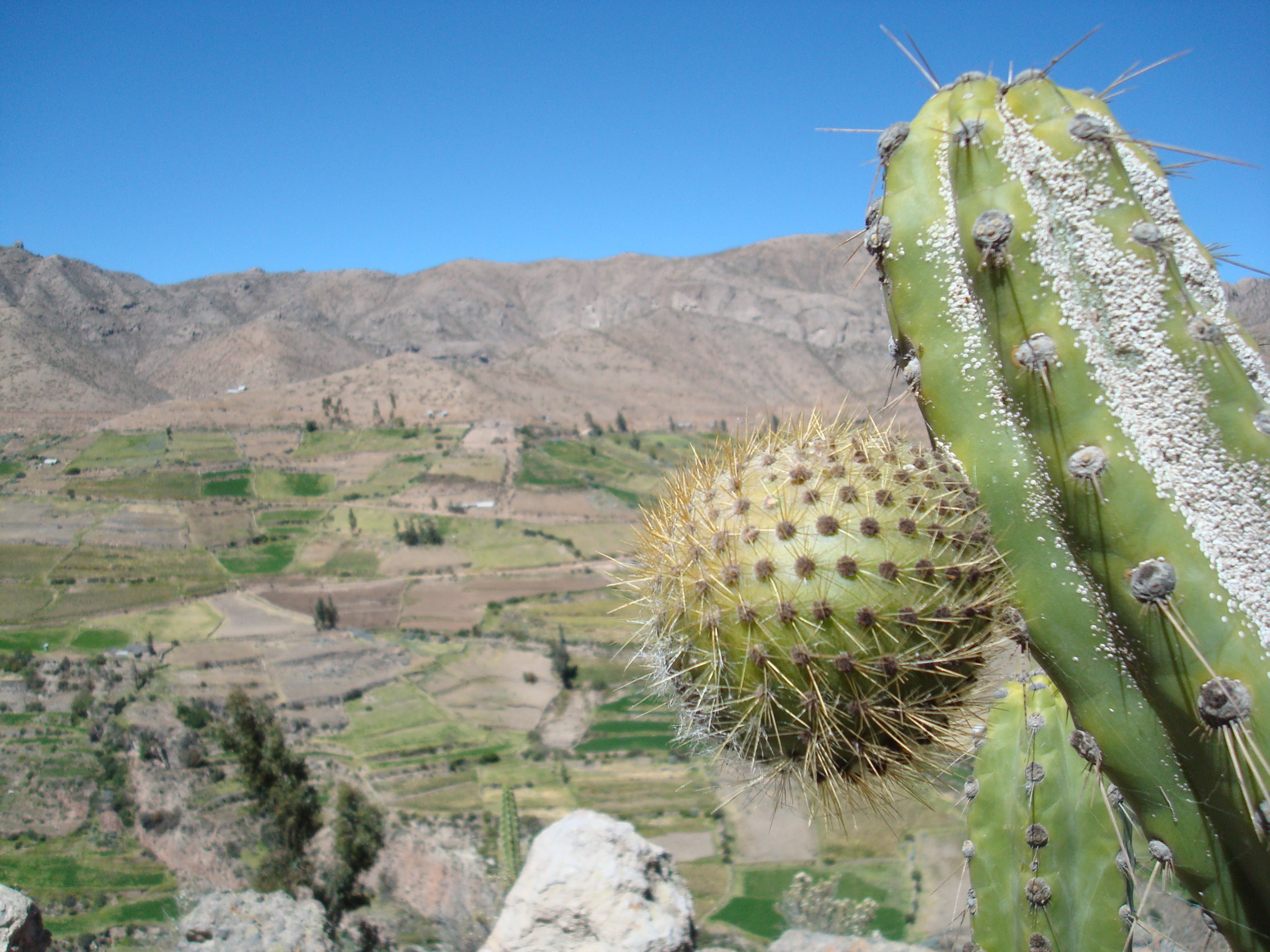
Шаровидный плод вида Corryocactus brevistylus

Подтвержденные виды по данным сайта Plants of the World Online на 2023 год:
- Corryocactus apiciflorus (Vaupel) Hutchison
- Corryocactus aureus (Meyen) Hutchison
- Corryocactus ayacuchoensis Rauh & Backeb.
- Corryocactus ayopayanus Cárdenas
- Corryocactus brachypetalus (Vaupel) Britton & Rose
- Corryocactus brevistylus (K.Schum. ex Vaupel) Britton & Rose
- Corryocactus chachapoyensis Ochoa & Backeb. ex D.R.Hunt
- Corryocactus dillonii A.Pauca & Quip.
- Corryocactus erectus (Backeb.) F.Ritter
- Corryocactus melanotrichus (K.Schum.) Britton & Rose
- Corryocactus pulquinensis Cárdenas
- Corryocactus quadrangularis (Rauh & Backeb.) F.Ritter ex D.R.Hunt, N.P.Taylor & G.J.Charles
- Corryocactus serpens F.Ritter
- Corryocactus squarrosus (Vaupel) Hutchison
- Corryocactus tarijensis Cárdenas